# Treća Liga 1988-1989
La Treća savezna liga SFRJ 1988-1989 (terza lega federale 1988-1989), conosciuta anche come Treća liga 1988-1989 od anche 3. liga 1988-1989, fu la 43ª edizione della terza divisione jugoslava.
Questa fu la prima edizione con la formula delle 4 Međurepubličke lige (Leghe inter-repubblicane), che rimpiazzarono le 8 leghe repubblicane.
Vennero promosse in Druga Liga 1989-1990 le vincitrici dei 4 gironi.

## Format
| Girone | Denominazione             | Area interessata                                                                                  |
| ------ | ------------------------- | ------------------------------------------------------------------------------------------------- |
| Ovest  | Međurepublička liga Zapad | Slovenia, Croazia (quest'ultima senza Dalmazia meridionale e Slavonia) e Bosnia nord-occidentale. |
| Nord   | Međurepublička liga Sever | Slavonia, Voivodina, Belgrado e Bosnia nord-orientale.                                            |
| Sud    | Međurepublička liga Jug   | Dalmazia meridionale, Bosnia centrale, Erzegovina e Montenegro.                                   |
| Est    | Međurepublička liga Istok | Serbia (eccetto Belgrado), Kosovo e Macedonia.                                                    |

## Provenienza
| Slovenia                                            | Croazia | Bosnia Erzegovina | Serbia                                                                  | Serbia | Serbia                                      | Montenegro                                                                           | Macedonia                                                                                                 |
| Slovenia                                            | Croazia | Bosnia Erzegovina | Voivodina                                                               | Serbia Centrale | Kosovo                                      | Montenegro                                                                           | Macedonia                                                                                                 |
| --------------------------------------------------- | --- | --- | ----------------------------------------------------------------------- | --- | ------------------------------------------- | ------------------------------------------------------------------------------------ | --- |
| - Koper - Maribor - Rudar Trbovlje - Slovan Lubiana | - Belišće - BSK Slavonski Brod - Jugokeramika Zaprešić - Lokomotiva Zagabria - Mladost Petrinja - Neretva Metković - Neretvanac Opuzen - Orijent - Primorac Stobreč - Radnik V. Gorica - Segesta - Sloga Vukovar - RNK Spalato - Šparta Beli Manastir - Varteks Varaždin - Zara - NK Zagabria | - Borac Čapljina - Borac Travnik - Bosna Visoko - Bratstvo Gračanica - Drina Zvornik - Famos Hrasnica - Igman Konjic - Iskra Bugojno - Jedinstvo Bihać - OFK Prijedor - Radnički Goražde - Radnik Bijeljina - Rudar Kakanj - Rudar Ljubija - Sloga Doboj - NK Vitez | - AIK Bačka Topola - Dinamo Pančevo - Kabel Novi Sad - Novi Sad - Vrbas | - Bor - Budućnost Valjevo - Dubočica Leskovac - FK FAP - Jedinstvo Paraćin - Kolubara - Kristal - Mladost Lučani - Obilić - PKV Yumko - Radnički Pirot - Rudar Kostolac - Zemun | - CZ Gnjilane - Elektroprivreda - FK Trepča | - Bokelj - Budva - Igalo - Ivangrad - Jedinstvo Bijelo Polje - Lovćen - OFK Titograd | - Bregalnica Štip - Ljuboten Tetovo - Metalurg Skopje - Osogovo Kočani - Pobeda - Sileks Kratovo - Teteks |

## Girone Ovest

### Profili
| Squadra          | Città              | Stadio                 | Stagione 1987-88 | Stagione 1987-88   |
| Squadra          | Città              | Stadio                 | Pos.             | Divisione          |
| ---------------- | ------------------ | ---------------------- | ---------------- | ------------------ |
| Rudar Ljubija    | Prijedor           | Gradski stadion        | 10º              | Druga liga Ovest   |
| Mladost Petrinja | Petrinja           | Gradski stadion        | 13º              | Druga liga Ovest   |
| Koper            | Capodistria        | Stadio Bonifika        | 1º               | Slovenska liga     |
| Maribor          | Maribor            | Stadion Ljudski vrt    | 2º               | Slovenska liga     |
| Rudar Trbovlje   | Trbovlje           | Rudar stadion          | 4º               | Slovenska liga     |
| Slovan           | Lubiana            | Športni park Kodeljevo | 6º               | Slovenska liga     |
| NK Zagreb        | Zagabria           | Stadio Kranjčevićeva   | 1º               | Hrvatska liga      |
| Orijent          | Sussak, Fiume      | Stadion Krimeja        | 4º               | Hrvatska liga      |
| Jugokeramika     | Zaprešić           | Zaprešić stadion       | 7º               | Hrvatska liga      |
| RNK Split        | Spalato            | Stadio Park Mladeži    | 8º               | Hrvatska liga      |
| Zara             | Zara               | Stadion Stanovi        | 10º              | Hrvatska liga      |
| Lokomotiva       | Zagabria           | Stadion na Kajzerici   | 11º              | Hrvatska liga      |
| Primorac Stobreč | Stobrezio, Spalato | Igralište Blato        | 12º              | Hrvatska liga      |
| Segesta          | Sisak              | Gradski stadion        | 13º              | Hrvatska liga      |
| Jedinstvo Bihać  | Bihać              | Stadion pod Borićima   | 3º               | Liga BiH           |
| OFK Prijedor     | Prijedor           | Gradski stadion        | 5º               | Liga BiH           |
| Varteks Varaždin | Varaždin           | Stadion Varteks        | 2º               | Hrvatska liga Nord |
| Radnik V. Gorica | Velika Gorica      | Stadion Radnik         | 3º               | Hrvatska liga Nord |

### Classifica
|  | Pos. | Squadra               | Pt | G  | V  | N   | P  | GF | GS | DR  |
|  | ---- | --------------------- | -- | -- | -- | --- | -- | -- | -- | --- |
|  | 1.   | Rudar Ljubija         | 49 | 34 | 23 | 3−3 | 5  | 66 | 22 | +44 |
|  | 2.   | Mladost Petrinja      | 48 | 34 | 22 | 4−2 | 6  | 51 | 20 | +31 |
|  | 3.   | NK Zagabria           | 35 | 34 | 16 | 3−4 | 11 | 62 | 48 | +14 |
|  | 4.   | Jedinstvo Bihać       | 34 | 34 | 16 | 2−1 | 15 | 46 | 35 | +11 |
|  | 5.   | Koper                 | 33 | 34 | 15 | 3−5 | 11 | 41 | 36 | +5  |
|  | 6.   | Primorac Stobreč      | 33 | 34 | 14 | 5−1 | 14 | 41 | 36 | +5  |
|  | 7.   | Radnik V. Gorica      | 32 | 34 | 12 | 8−3 | 11 | 37 | 34 | +3  |
|  | 8.   | RNK Spalato           | 30 | 34 | 13 | 4−3 | 14 | 49 | 47 | +2  |
|  | 9.   | Segesta               | 30 | 34 | 14 | 2−5 | 13 | 43 | 46 | −3  |
|  | 10.  | Maribor               | 30 | 34 | 12 | 6−2 | 14 | 30 | 35 | −5  |
|  | 11.  | Varteks Varaždin      | 28 | 34 | 13 | 2−5 | 14 | 61 | 58 | +3  |
|  | 12.  | Jugokeramika Zaprešić | 28 | 34 | 12 | 4−3 | 15 | 42 | 44 | −2  |
|  | 13.  | Orijent               | 27 | 34 | 11 | 5−4 | 14 | 34 | 33 | +1  |
|  | 14.  | Zara                  | 27 | 34 | 11 | 5−2 | 16 | 35 | 53 | −18 |
|  | 15.  | OFK Prijedor          | 26 | 34 | 12 | 2−5 | 15 | 40 | 47 | −7  |
|  | 16.  | Lokomotiva Zagabria   | 25 | 34 | 12 | 1−4 | 17 | 47 | 62 | −15 |
|  | 17.  | Slovan Lubiana        | 24 | 34 | 11 | 2−6 | 15 | 30 | 45 | −15 |
|  | 18.  | Rudar Trbovlje        | 11 | 34 | 4  | 3−3 | 24 | 23 | 80 | −57 |

Legenda:

      Promossa in Druga Liga 1989-1990.

  Partecipa agli spareggi promozione/retrocessione.

      Retrocessa nella divisione inferiore.

      Esclusa dal campionato.
Note:

2 punti per la vittoria al 90º, 1 per la vittoria ai rigori, 0 per la sconfitta ai rigori, 0 per la sconfitta al 90º.
In caso di arrivo di due o più squadre a pari punti per le posizioni di promozione o retrocessione, la graduatoria viene stilata secondo gli scontri diretti tra le squadre interessate.

## Girone Nord

### Profili
| Squadra              | Città            | Stadio              | Stagione 1987-88 | Stagione 1987-88 |
| Squadra              | Città            | Stadio              | Pos.             | Divisione        |
| -------------------- | ---------------- | ------------------- | ---------------- | ---------------- |
| Šparta Beli Manastir | Beli Manastir    | Gradski stadion     | 11º              | Druga liga Ovest |
| Novi Sad             | Novi Sad         | Stadion Detelinara  | 14º              | Druga liga Ovest |
| Kabel Novi Sad       | Novi Sad         | Stadion FK Kabel    | 15º              | Druga liga Ovest |
| AIK Bačka Topola     | Bačka Topola     | Gradski stadion     | 2º               | Vojvođanska liga |
| Vrbas                | Vrbas            | Stadion kraj Šlajza | 3º               | Vojvođanska liga |
| Dinamo Pančevo       | Pančevo          | Gradski stadion     | 4º               | Vojvođanska liga |
| BSK Slavonski Brod   | Slavonski Brod   | Stadion uz Savu     | 2º               | Hrvatska liga    |
| Belišće              | Belišće          | Gradski stadion     | 3º               | Hrvatska liga    |
| Sloga Vukovar        | Vukovar          | Gradski stadion     | 16º              | Hrvatska liga    |
| Zemun                | Zemun, Belgrado  | Gradski stadion     | 1º               | Srpska liga      |
| Budućnost            | Valjevo          | Stadion Park Pećina | ?                | Srpska liga      |
| Kolubara             | Lazarevac        | Stadion FK Kolubara | ?                | Srpska liga      |
| Obilić               | Vračar, Belgrado | Stadio Miloš Obilić | ?                | Srpska liga      |
| Rudar Kostolac       | Kostolac         | Stadion FK Rudar    | ?                | Srpska liga      |
| Radnik Bijeljina     | Bijeljina        | Gradski stadion     | 1º               | Liga BiH         |
| Drina Zvornik        | Zvornik          | Gradski stadion     | 4º               | Liga BiH         |
| Sloga Doboj          | Doboj            | Stadion Luke        | 7º               | Liga BiH         |
| Bratstvo Gračanica   | Gračanica        | Stadion Luke        | 13º              | Liga BiH         |

### Classifica
|  | Pos. | Squadra              | Pt | G  | V  | N   | P  | GF | GS | DR  |
|  | ---- | -------------------- | -- | -- | -- | --- | -- | -- | -- | --- |
|  | 1.   | Zemun                | 49 | 34 | 22 | 5−3 | 4  | 80 | 22 | +58 |
|  | 2.   | Rudar Kostolac       | 41 | 34 | 19 | 3−0 | 12 | 47 | 40 | +7  |
|  | 3.   | Vrbas                | 37 | 34 | 17 | 3−2 | 12 | 64 | 42 | +18 |
|  | 4.   | AIK Bačka Topola     | 34 | 34 | 13 | 8−5 | 8  | 57 | 36 | +21 |
|  | 5.   | Belišće              | 33 | 34 | 14 | 5−3 | 12 | 57 | 49 | +8  |
|  | 6.   | Kolubara             | 33 | 34 | 15 | 3−5 | 11 | 32 | 32 | 0   |
|  | 7.   | BSK Slavonski Brod   | 33 | 34 | 15 | 3−3 | 13 | 41 | 44 | −3  |
|  | 8.   | Sloga Doboj          | 32 | 34 | 15 | 2−5 | 12 | 48 | 41 | +7  |
|  | 9.   | Drina Zvornik        | 32 | 34 | 15 | 2−1 | 16 | 47 | 49 | −2  |
|  | 10.  | Novi Sad             | 31 | 34 | 14 | 3−5 | 12 | 36 | 30 | +6  |
|  | 11.  | Kabel Novi Sad       | 30 | 34 | 13 | 4−4 | 13 | 53 | 48 | +5  |
|  | 12.  | Obilić               | 30 | 34 | 14 | 2−6 | 12 | 48 | 43 | +5  |
|  | 13.  | Dinamo Pančevo       | 30 | 34 | 13 | 4−3 | 14 | 49 | 45 | +4  |
|  | 14.  | Budućnost Valjevo    | 30 | 34 | 13 | 4−1 | 16 | 39 | 48 | −9  |
|  | 15.  | Radnik Bijeljina     | 29 | 34 | 13 | 3−3 | 15 | 41 | 47 | −6  |
|  | 16.  | Šparta Beli Manastir | 23 | 34 | 10 | 3−4 | 17 | 37 | 57 | −20 |
|  | 17.  | Sloga Vukovar        | 14 | 34 | 6  | 2−4 | 22 | 28 | 72 | −44 |
|  | 18.  | Bratstvo Gračanica   | 11 | 34 | 5  | 1−3 | 25 | 27 | 86 | −59 |

Legenda:

      Promossa in Druga Liga 1989-1990.

  Partecipa agli spareggi promozione/retrocessione.

      Retrocessa nella divisione inferiore.

      Esclusa dal campionato.
Note:

2 punti per la vittoria al 90º, 1 per la vittoria ai rigori, 0 per la sconfitta ai rigori, 0 per la sconfitta al 90º.
In caso di arrivo di due o più squadre a pari punti per le posizioni di promozione o retrocessione, la graduatoria viene stilata secondo gli scontri diretti tra le squadre interessate.

## Girone Sud

### Profili
| Squadra           | Città        | Stadio                   | Stagione 1987-88 | Stagione 1987-88  |
| Squadra           | Città        | Stadio                   | Pos.             | Divisione         |
| ----------------- | ------------ | ------------------------ | ---------------- | ----------------- |
| Iskra Bugojno     | Bugojno      | Stadion Jaklić           | 9º               | Druga liga Ovest  |
| Famos Hrasnica    | Hrasnica     | Stadion Famos            | 15º              | Druga liga Ovest  |
| Borac Travnik     | Travnik      | Stadion Pirota           | 18º              | Druga liga Ovest  |
| Ivangrad          | Ivangrad     | Gradski stadion          | 13º              | Druga liga Est    |
| OFK Titograd      | Titograd     | Stadion Cvijetni Brijeg  | 16º              | Druga liga Est    |
| Rudar Kakanj      | Kakanj       | Stadion Rudara           | 2º               | Liga BiH          |
| NK Vitez          | Vitez        | Gradski stadion          | 9º               | Liga BiH          |
| Bosna Visoko      | Visoko       | Stadion Luke             | 10º              | Liga BiH          |
| Borac Čapljina    | Čapljina     | Stadion Bjelave          | 11º              | Liga BiH          |
| Igman Konjic      | Konjic       | Gradski stadion          | 12º              | Liga BiH          |
| Radnički Goražde  | Goražde      | Stadion Midhat Drljević  | 14º              | Liga BiH          |
| Neretva Metković  | Metković     | Igralište iza Vage       | 5º               | Hrvatska liga     |
| Bokelj            | Cattaro      | Stadion pod Vrmcem       | 1º               | Crnogorska liga   |
| FK Jedinstvo      | Bijelo Polje | Gradski stadion Nikoljac | 2º               | Crnogorska liga   |
| Lovćen            | Cettigne     | Stadion Obilića Poljana  | 3º               | Crnogorska liga   |
| Budva             | Budua        | Stadion Lugovi           | 4º               | Crnogorska liga   |
| Igalo             | Herceg Novi  | Stadion Solila           | 5º               | Crnogorska liga   |
| Neretvanac Opuzen | Fort'Opus    | Stadion Podvornica       | 5º               | Hrvatska liga Sud |

### Classifica
|  | Pos. | Squadra                | Pt | G  | V  | N   | P  | GF | GS  | DR  |
|  | ---- | ---------------------- | -- | -- | -- | --- | -- | -- | --- | --- |
|  | 1.   | Iskra Bugojno          | 48 | 34 | 21 | 6−1 | 6  | 75 | 22  | +33 |
|  | 2.   | Famos Hrasnica         | 40 | 34 | 19 | 2−5 | 8  | 55 | 39  | +16 |
|  | 3.   | Neretva Metković       | 38 | 34 | 17 | 4−3 | 10 | 61 | 37  | +24 |
|  | 4.   | Radnički Goražde       | 38 | 34 | 18 | 2−2 | 12 | 47 | 45  | +2  |
|  | 5.   | NK Vitez               | 36 | 34 | 17 | 2−0 | 15 | 59 | 47  | +12 |
|  | 6.   | Rudar Kakanj           | 35 | 34 | 16 | 3−3 | 12 | 63 | 39  | +24 |
|  | 7.   | Budva                  | 35 | 34 | 15 | 5−1 | 13 | 39 | 37  | +2  |
|  | 8.   | Jedinstvo Bijelo Polje | 32 | 34 | 14 | 4−0 | 16 | 48 | 55  | −7  |
|  | 9.   | Neretvanac Opuzen      | 31 | 34 | 13 | 5−5 | 11 | 45 | 37  | +8  |
|  | 10.  | Bosna Visoko           | 31 | 34 | 14 | 3−1 | 16 | 54 | 52  | +2  |
|  | 11.  | Borac Čapljina         | 31 | 34 | 15 | 1−4 | 14 | 57 | 56  | +1  |
|  | 12.  | Igman Konjic           | 30 | 34 | 14 | 2−1 | 17 | 49 | 51  | −2  |
|  | 13.  | OFK Titograd           | 29 | 34 | 13 | 3−3 | 15 | 40 | 49  | −9  |
|  | 14.  | Borac Travnik          | 27 | 34 | 13 | 1−7 | 13 | 43 | 50  | −7  |
|  | 15.  | Bokelj                 | 26 | 34 | 13 | 0−4 | 17 | 43 | 55  | −12 |
|  | 16.  | Ivangrad               | 26 | 34 | 12 | 2−3 | 17 | 34 | 47  | −13 |
|  | 17.  | Lovćen                 | 24 | 34 | 12 | 0−6 | 16 | 55 | 62  | −7  |
|  | 18.  | Igalo                  | 8  | 34 | 3  | 2−3 | 26 | 25 | 112 | −87 |

Legenda:

      Promossa in Druga Liga 1989-1990.

  Partecipa agli spareggi promozione/retrocessione.

      Retrocessa nella divisione inferiore.

      Esclusa dal campionato.
Note:

2 punti per la vittoria al 90º, 1 per la vittoria ai rigori, 0 per la sconfitta ai rigori, 0 per la sconfitta al 90º.
In caso di arrivo di due o più squadre a pari punti per le posizioni di promozione o retrocessione, la graduatoria viene stilata secondo gli scontri diretti tra le squadre interessate.

## Girone Est

### Profili
| Squadra         | Città            | Stadio                 | Stagione 1987-88 | Stagione 1987-88 |
| Squadra         | Città            | Stadio                 | Pos.             | Divisione        |
| --------------- | ---------------- | ---------------------- | ---------------- | ---------------- |
| Pobeda          | Prilep           | Stadion Goce Delčev    | 10º              | Druga liga Est   |
| Teteks          | Tetovo           | Gradski stadion        | 11º              | Druga liga Est   |
| Radnički Pirot  | Pirot            | Stadion Dragan Nikolić | 12º              | Druga liga Est   |
| Metalurg Skopje | Skopje           | Železarnica Stadium    | 14º              | Druga liga Est   |
| Crvena zvezda   | Gnjilane         | Gradski stadion        | 16º              | Druga liga Est   |
| Bor             | Bor              | Stadion na Piritu      | ?                | Srpska liga      |
| Dubočica        | Leskovac         | Gradski stadion        | ?                | Srpska liga      |
| FAP             | Priboj           | Gradski stadion        | ?                | Srpska liga      |
| Jedinstvo       | Paraćin          | Gradski stadion        | ?                | Srpska liga      |
| Kristal         | Zaječar          | ?                      | ?                | Srpska liga      |
| Mladost Lučani  | Lučani           | Stadion Mladost        | ?                | Srpska liga      |
| PKV Yumko       | Vranje           | Stadion Yumko          | ?                | Srpska liga      |
| FK Trepča       | Titova Mitrovica | Stadion Trepča         | 1º               | Kosovska liga    |
| Elektroprivreda | Obilić           | Agron Rama stadion     | ?                | Kosovska liga    |
| Bregalnica Štip | Štip             | Gradski stadion        | ?                | Makedonska liga  |
| Ljuboten Tetovo | Tetovo           | Gradski stadion        | ?                | Makedonska liga  |
| Osogovo         | Kočani           | Stadion Nikola Mantov  | ?                | Makedonska liga  |
| Sileks Kratovo  | Kratovo          | Gradski stadion        | ?                | Makedonska liga  |

### Classifica
```
Nell'ultima giornata si è verificata una 
combine
 fra 
Mladost Lučani
 e PKV Yumko. Nel caffè "Tri grozda" di 
Vladičin Han
, il presidente del Mladost 
Živko Topalović
 aveva offerto 15000 
marchi tedeschi
 a 
Zoran Savić
 (segretario del club di 
Vranje
) e 
Ranko Cakić
 (portiere) da spartire con Zlatković, Petrović e Radević (altri giocatori) per lasciare vincere la squadra di 
Lučani
. La gara si era conclusa 0−3 a favore del Mladost, ma il giocatore del PKV Yumko 
Mihajlo Andrejević
, a cui era stato negato il "compenso", ha denunciato il fatto. I componenti del PKV Yumko coinvolti sono stati squalificati a vita, mentre il Mladost è stato penalizzato di 6 punti da scontare nella 
stagione successiva
.
[
3
]
```

|  | Pos. | Squadra           | Pt | G  | V  | N   | P  | GF | GS | DR  |
|  | ---- | ----------------- | -- | -- | -- | --- | -- | -- | -- | --- |
|  | 1.   | Mladost Lučani    | 43 | 34 | 21 | 1−2 | 10 | 64 | 27 | +37 |
|  | 2.   | FK FAP            | 42 | 34 | 20 | 2−2 | 10 | 42 | 27 | +15 |
|  | 3.   | Bor               | 41 | 34 | 18 | 5−4 | 7  | 62 | 37 | +25 |
|  | 4.   | Dubočica Leskovac | 37 | 34 | 15 | 7−4 | 8  | 60 | 28 | +32 |
|  | 5.   | Bregalnica Štip   | 33 | 34 | 15 | 3−2 | 14 | 49 | 42 | +7  |
|  | 6.   | FK Trepča         | 33 | 34 | 15 | 3−4 | 12 | 44 | 41 | +3  |
|  | 7.   | Sileks Kratovo    | 33 | 34 | 15 | 3−2 | 14 | 43 | 42 | +1  |
|  | 8.   | Teteks            | 33 | 34 | 15 | 3−0 | 16 | 38 | 37 | +1  |
|  | 9.   | Metalurg Skopje   | 32 | 34 | 15 | 2−4 | 13 | 39 | 38 | +1  |
|  | 10.  | PKV Yumko Vranje  | 31 | 34 | 13 | 5−3 | 13 | 39 | 38 | +1  |
|  | 11.  | Radnički Pirot    | 31 | 34 | 15 | 1−2 | 16 | 51 | 56 | −5  |
|  | 12.  | CZ Gnjilane       | 31 | 34 | 13 | 5−1 | 15 | 29 | 36 | −7  |
|  | 13.  | Pobeda            | 31 | 34 | 15 | 1−4 | 14 | 45 | 56 | −11 |
|  | 14.  | Jedinstvo Paraćin | 30 | 34 | 13 | 4−1 | 16 | 49 | 57 | −8  |
|  | 15.  | Kristal Zaječar   | 28 | 34 | 14 | 0−5 | 15 | 55 | 56 | −1  |
|  | 16.  | Elektroprivreda   | 28 | 34 | 13 | 2−2 | 17 | 43 | 54 | −11 |
|  | 17.  | Osogovo Kočani    | 17 | 34 | 8  | 1−5 | 20 | 35 | 60 | −35 |
|  | 18.  | Ljuboten Tetovo   | 7  | 34 | 2  | 3−4 | 25 | 25 | 80 | −55 |

Legenda:

      Promossa in Druga Liga 1989-1990.

  Partecipa agli spareggi promozione/retrocessione.

      Retrocessa nella divisione inferiore.

      Esclusa dal campionato.
Note:

2 punti per la vittoria al 90º, 1 per la vittoria ai rigori, 0 per la sconfitta ai rigori, 0 per la sconfitta al 90º.
In caso di arrivo di due o più squadre a pari punti per le posizioni di promozione o retrocessione, la graduatoria viene stilata secondo gli scontri diretti tra le squadre interessate.

## In Coppa di Jugoslavia
La squadra di Treća liga che ha fatto più strada è stato il Rudar Ljubija che ha raggiunto le semifinali.